# コンスタンティノス・フィリッポウ
コンスタンティノス・フィリッポウ（Constantinos Philippou、1979年11月29日 - ）は、キプロスの男性プロボクサー、総合格闘家。リマソール出身。ベルモア・キックボクシング・アカデミー所属。コスタ・フィリッポウとも表記される。元ROCミドル級王者。
ボクシングをベースとしたストライカーである。しかし、総合参戦から試合を重ね、組技や寝技もそつ無くこなすオールラウンダーの側面を持つようになった。

## 来歴
1994年にボクシングを始め、1996年にはアマチュアボクシング欧州選手権で3位となっており、ゴールデングローブへの出場経験もある。ギリシャの大学に通っていたが2年で退学。2008年にプロ総合格闘家へ転向。アメリカ合衆国ロングアイランド州ニューヨークに移住した。
UFCデビュー戦のUFC 128でニック・カトーネに敗北するが、その後は、ホルヘ・リベラ、ジャレッド・ハマン、コート・マッギー、福田力、ティム・ボッシュ相手に5連勝を重ねた。
2013年9月21日、UFC 165でフランシス・カーモンと対戦。テイクダウンを奪われ続け、大差の判定負け。
2014年1月15日、UFC Fight Night: Rockhold vs. Philippouでミドル級ランキング6位のルーク・ロックホールドと対戦し、左ミドルキックでKO負け。
2015年5月16日、UFC Fight Night: Edgar vs. Faberでミドル級ランキング7位のゲガール・ムサシと対戦し、判定負け。試合後に引退を表明した。

## 戦績
| 総合格闘技 戦績 | 総合格闘技 戦績 | 総合格闘技 戦績 | 総合格闘技 戦績 | 総合格闘技 戦績 | 総合格闘技 戦績 | 総合格闘技 戦績 |
| --------------- | --------------- | --------------- | --------------- | --------------- | --------------- | --------------- |
| 19 試合         | (T)KO           | 一本            | 判定            | その他          | 引き分け        | 無効試合        |
| 13 勝           | 7               | 1               | 5               | 0               | 0               | 1               |
| 5 敗            | 1               | 0               | 4               | 0               | 0               | 1               |

| 勝敗 | 対戦相手               | 試合結果                             | 大会名                                      | 開催年月日     |
| ×    | ゲガール・ムサシ       | 5分3R終了 判定0-3                    | UFC Fight Night: Edgar vs. Faber            | 2015年5月16日  |
| ○    | ロレンズ・ラーキン     | 2R 3:47 KO（スタンドパンチ連打）     | UFC Fight Night: Brown vs. Silva            | 2014年5月10日  |
| ×    | ルーク・ロックホールド | 1R 2:31 KO（左ミドルキック）         | UFC Fight Night: Rockhold vs. Philippou     | 2014年1月15日  |
| ×    | フランシス・カーモン   | 5分3R終了 判定0-3                    | UFC 165: Jones vs. Gustafsson               | 2013年9月21日  |
| ○    | ティム・ボッシュ       | 3R 2:11 TKO（パウンド）              | UFC 155: dos Santos vs. Velasquez 2         | 2012年12月29日 |
| ○    | 福田力                 | 5分3R終了 判定3-0                    | UFC 148: Silva vs. Sonnen 2                 | 2012年7月7日   |
| ○    | コート・マッギー       | 5分3R終了 判定3-0                    | UFC on FX 2: Alves vs. Kampmann             | 2012年3月3日   |
| ○    | ジャレッド・ハマン     | 1R 3:11 KO（スタンドパンチ連打）     | UFC 140: Jones vs. Machida                  | 2011年12月10日 |
| ○    | ホルヘ・リベラ         | 5分3R終了 判定2-1                    | UFC 133: Evans vs. Ortiz                    | 2011年8月6日   |
| ×    | ニック・カトーネ       | 5分3R終了 判定0-3                    | UFC 128: Shogun vs. Jones                   | 2011年3月19日  |
| ○    | ユライア・ホール       | 5分3R終了 判定2-0                    | Ring of Combat 34                           | 2011年2月4日   |
| ○    | オング・ラ・エヌサン   | 1R 0:11 TKO（パンチ）                | Ring of Combat 33                           | 2010年12月3日  |
| －   | マーカス・フィンチ     | 2R 2:47 ノーコンテスト（ローブロー） | Ring of Combat 32                           | 2010年10月23日 |
| ○    | ビクター・オドンネル   | 5分3R終了 判定3-0                    | Ring of Combat 26 【ROCミドル級王座決定戦】 | 2009年9月11日  |
| ○    | アーロン・マイズナー   | 1R 2:27 リアネイキドチョーク         | Ring of Combat 23                           | 2009年2月20日  |
| ○    | ジョン・ドイル         | 3R 3:05 TKO（パンチ）                | Ring of Combat 22                           | 2008年11月21日 |
| ○    | ブレンダン・バレット   | 1R 3:29 TKO（ドクターストップ）      | Ring of Combat 21                           | 2008年9月12日  |
| ○    | Tony Andreocci         | 1R 0:22 KO（パンチ）                 | Ring of Combat 20                           | 2008年6月27日  |
| ×    | リカルド・ロメロ       | 5分3R終了 判定1-2                    | Ring of Combat 19                           | 2008年5月9日   |

## 獲得タイトル
- 第4代ROCミドル級王座（2009年）